# Yumiko Ōshima
Yumiko Ōshima es una dibujante de manga, integrante del llamado Grupo del 24. Debutó el año 1968 en la revista Weekly Margaret.